# Philonthus haematodes
Philonthus haematodes – gatunek chrząszcza z rodziny kusakowatych i podrodziny Staphylininae.
Gatunek ten został opisany w 1915 roku przez Maxa Bernhauera, który jako miejsce typowe wskazał Borodę. W 2013 roku Lubomír Hromádka dokonał jego redeskrypcji.
Chrząszcz o ciele długości od 11,1 do 12,2 mm, ubarwionym czarno z żółtobrązowymi głaszczkami i nasadą drugiego członu czułków oraz czerwonobrązowymi pokrywami. Głowa znacznie szersza niż dłuższa. Oczy nico krótsze od skroni, a między nimi cztery grube punkty. Czułki sięgają tylnej ¼ przedplecza. Pokrywy nieco grubiej punktowane niż tarczka, szaro oszczecone. Odnóża żółtobrązowe z czarnobrązowymi udami.
Owad afrotropikalny, znany wyłącznie z Etiopii.